# PTK7
La tyrosine-protéine semblable à une kinase 7, également connue sous le nom de kinase 4 du carcinome du côlon (CCK4), est un récepteur à activité tyrosine-kinase qui, chez l'humain, est codé par le gène PTK7,.

## Fonction
Les protéines réceptrices à activité tyrosine-kinase transduisent les signaux extracellulaires à travers la membrane plasmique. Un sous-groupe de ces kinases est dépourvu d'activité catalytique tyrosine-kinase détectable mais conserve un rôle dans la transduction du signal. La protéine codée par ce gène possède un domaine intracellulaire présentant une homologie avec une tyrosine-kinase et peut fonctionner comme une molécule d'adhésion cellulaire. On pense que ce gène est exprimé dans les carcinomes du côlon mais pas dans le côlon normal et peut donc être un marqueur ou être impliqué dans la progression tumorale. Quatre variantes de transcription codant quatre isoformes différentes ont été trouvées pour ce gène.
PTK7 sert de commutateur de signalisation en fonction du contexte pour les voies de signalisation Wnt (en particulier dans les fonctions liées à la polarité des cellules planaires (en) telles que l'extension convergente (en) et la migration des cellules de la crête neurale) et semble avoir des fonctions similaires pour les voies de signalisation plexine (en) et Flt-1 (en).

## Cible thérapeutique
De nombreux médicaments sont actuellement développés dans le ciblage de la protéine PTK7 dans le traitement du cancer du côlon.